# Росси, Валентино
Валенти́но Ро́сси (итал. Valentino Rossi, 16 февраля 1979, Урбино, Италия) — итальянский мотогонщик. Девятикратный чемпион мира по шоссейно-кольцевым мотогонкам в различных классах если считать в двух классах.  7 (2001, 2002, 2003, 2004, 2005, 2008, 2009) из них в премьер-классе), также шестикратный вице-чемпион (5 - в премьер-классе) и ещё два раза был третьим по итогам сезона. Один из самых успешных мотогонщиков всех времён.
По примеру отца, Грациано Росси, довольно известного мотогонщика, Валентино начал участвовать в шоссейно-кольцевых мотогонках. Его первый профессиональный старт состоялся в 1996 году в классе 125cc на мотоцикле команды «Aprilia». Уже в следующем сезоне 1997 года Росси стал чемпионом мира в классе 125сс. В 1998 году Валентино перешёл в класс 250сс, а в 1999 году стал чемпионом мира в классе 250сс. В 2000 году Росси перешёл в «королевский» класс 500сс и в первом же сезоне стал вице-чемпионом. Начиная со следующего сезона Валентино выиграл 5 титулов чемпиона мира подряд в 2001, 2002, 2003, 2004 и 2005 годах. В 2001 году он это сделал на мотоцикле Honda за команду Nastro Azzuro Honda. В 2002 и 2003 годах выиграл с командой «Repsol Honda». В 2004 перешёл в команду Gauloises Yamaha Team с которой также выиграл титул в 2005 году.
С 2007 по 2010 год Валентино Росси выступал на мотоцикле «Yamaha» за команду «Fiat Yamaha Team». В 2008 выиграл 6-й для себя титул чемпиона мира в премьер-классе, и 8-й во всех классах. В 2009 году выиграл 7-й чемпионский титул в «королевском» классе и 9-й во всех классах. В 2011—2012 годах выступал за команду «Ducati». В 2013 году Росси вернулся к заводской команде «Yamaha».

## Молодые годы
Валентино Росси родился в Урбино. Будучи сыном Грациано Росси, бывшего мотогонщика, он тоже начал заниматься мотоспортом.
Первым увлечением Росси был картинг. Подталкиваемый матерью Валентино, волнующейся за безопасность сына, Грациано купил карт, посчитав это неплохой заменой мотоциклу. В 1990 году Росси выиграл региональное соревнование по картингу. В это же время он гонялся и на мотоциклах, и к концу 1991 года Валентино уже выиграл несколько региональных соревнований на минибайке.
Росси продолжал участвовать в картинге и закончил национальный чемпионат по картингу в Парме на 5-м месте. Валентино и Грациано начали подумывать об участии в итальянской серии 100 cc, как подходящей для дальнейшего развития в направлении Формулы 1. Однако высокая стоимость гоночных картов побудила их сосредоточиться на минибайках. В 1992 и 1993 годах Валентино продолжал своё развитие как мотогонщик.
Вскоре Росси перерос минибайки, ему уже требовался подходящий мотоцикл. В 1993 году Росси получает в своё распоряжение мотоцикл Cagiva Mito с объёмом двигателя 125 cc. В своей первой гонке на нём в итальянском чемпионате Валентино финишировал 9-м.
Несмотря на то, что в общем сезон в итальянском чемпионате был неоднозначным, Росси выиграл поул в финальной гонке сезона на автодроме Мизано и финишировал на подиуме. В следующем году Валентино уже стал победителем итальянского чемпионата.
В молодости одним из героев для Росси был бывший победитель WRC Колин Макрей. Макрей впоследствии учил Росси базовой технике вождения раллийного автомобиля, и они даже устроили гонку в Монце, где Макрей был на Škoda Fabia WRC, а Росси на Subaru Impreza WRC.

## Чемпионат мира MotoGP
В 1994 году Aprilia использовала Росси в качестве тестера для улучшения RS125R, в свою очередь предоставив Валентино возможность изучать новые для него возможности гонок в классе 125 cc. В 1994 и 1995 годах Росси участвовал в европейском и итальянском чемпионатах по мотогонкам, набираясь опыта.
1996 год был для Росси первым годом участия в чемпионате мира по шоссейно-кольцевым мотогонкам MotoGP. Свой первый сезон в классе 125 cc он провёл неровно, не финишировав в 5 гонках и несколько раз побывав в авариях. Несмотря на это в августе этого года Валентино уже выиграл свою первую гонку — Гран-при Чехии в Брно на мотоцикле AGV Aprilia RS125R. Сезон он закончил на 9-й позиции. Росси воспринимал первый год как возможность для обучения и он действительно приобрёл достаточно опыта, чтобы полностью доминировать в чемпионате в классе 125cc в следующем году, выиграв 11 из 15 гонок.
К 1998 году прототип Aprilia RS250 был на пике, его грозная команда состояла из Валентино Росси, Лориса Капиросси и Тэцуи Харады. Но даже с быстрым мотоциклом и опытными мотогонщиками в команде Росси испытывал определённые затруднения в своём первом сезоне в классе 250cc. Валентино считал, что сезон 1998 года был для него самым тяжёлым в карьере из-за постоянного давления Aprilia, прессы и всех, кто был вокруг, в ожидании результатов. Смерть двух его друзей в автомобильной аварии тоже внесла свой вклад. Но он всё-таки смог завершить сезон 1998 года на втором месте, проиграв победителю (Лорису Капиросси) всего 3 очка. В 1999 году он всё-таки выиграл титул с 5 поулами и 9 победами.
В 2000 году Росси, благодаря своей победе в чемпионате мира в классе 250 cc, получил приглашение перейти в самый старший класс MotoGP — 500сс, в команду Honda. Джереми Берждес стал его главным гоночным инженером. Бывший чемпион мира в классе 500cc Мик Дуэн, у которого Берджесс тоже был гоночным инженером, работал с Росси в качестве наставника в первый год с Honda. Это был первый раз, когда Валентино сошёлся в гонке со своим давним недругом Максом Бьяджи. Раньше эти двое никогда не соревновались на одной трассе, хотя между ними и была длительная вражда. Прошло 9 гонок прежде чем Росси смог принести победу Honda, но также как и в предыдущих классах, этот сезон был только подготовительным к следующему — победному. Росси закончил сезон 2000 года на втором месте, чемпионат выиграл Кенни Робертс, мл., а Макс Бьяджи был третьим.
Валентино Росси выиграл свой первый чемпионат в классе 500cc в 2001 году, победив в 11 гонках.
В 2001 году Росси вместе с американским гонщиком Колином Эдвардсом участвовал в гонке на выносливость «Suzuka 8 Hours» на Honda rc51 .
Они победили, несмотря на отсутствие у Валентино опыта гонок в Супербайке.

### Honda
2001 год был последним годом для класса 500cc, теперь вместо него стартовал новый класс MotoGP. 2002 год был переходным как для мотоциклов MotoGP, так и для гонщиков. Росси выиграл первую гонку сезона, затем 8 из первых 9 гонок, и в конечном итоге победил в чемпионате с 11-ю выигранными гонками.
2003 год был весьма похож на 2002 для всех соперников Росси: Валентино выиграл 9 поулов и 9 гонок, и как итог свой третий чемпионат мира MotoGP в старшем классе. Гран-при Австралии на трассе Филип Айленда в 2003 году считается одним из самых значительных моментов в спортивной карьере Росси из-за тех уникальных обстоятельств, в которых он эту гонку выиграл. В процессе гонки Росси получил 10-секундный штраф за обгон под желтыми флагами. Занимая на тот момент первое место в гонке, Валентино рванул так, что на оставшихся кругах смог обеспечить себе 15-секундное преимущество перед остальными гонщиками, чего было более чем достаточно, чтобы перекрыть штраф и победить в гонке.

### От Honda к Yamaha
Было очень много разговоров на тему планов Росси на будущее во второй половине 2003 года. Большинство предполагало, что он выиграет третий подряд чемпионский титул и гадали, что же талантливый итальянец будет делать дальше. Были даже слухи, что он попытается преуспеть в раллийный гонках, после того как Росси поучаствовал на Peugeot 206 в WRC в 2002 году в Гран-при Великобритании (даже несмотря на то, что он угодил в канаву). Его контракт с Honda заканчивался в этом году и ходили слухи, что Росси разочарован в своём сотрудничестве с Honda. Его пребывание в Honda было очень успешным: он привел этого производителя к чемпионству в классе 500 сс, а затем и в MotoGP; он помог усовершенствовать RC211V до грозной, практически непобедимой машины и принимая во внимание нежелание Honda платить максимум за его услуги в 2004 году, казалось, что терпение Росси иссякло.
Учитывая появившиеся идеи, что своими победами Росси обязан не собственному таланту, а лишь доминированию RC211V, неизбежным стал разрыв между Валентино и Honda. Специалисты в середине сезона прочили его возможный переход в Ducati, что повергло итальянские СМИ в радостное неистовство, но идея о великом итальянце на великолепном итальянском байке была слишком хороша, чтобы воплотиться в жизнь. Ducati попыталась привлечь Росси в свою команду, чтобы гоняться на их мотоцикле Desmosedici, но по некоторым причинам Росси отверг это предложение. Критики, сравнивая других производителей с Ducati, говорили, что марке надо пройти ещё очень большой путь, прежде чем иметь возможность быть наравне с другими производителями, и даже Росси у руля не смог бы спасти положение. Это подтвердилось невыразительными выступлениями Ducati в сезоне 2004 года, который во многом был даже хуже их стартового сезона в MotoGP в 2003 году.
В своей биографии «What If I’d Never Tried It?» 2005 года Росси рассказывает о других причинах предпочтения Yamaha Ducati, говоря, что образ мышления в Ducati Corse был слишком схож с тем, которого он хотел избежать, уходя из Honda.
В конечном итоге Росси подписал двухлетний контракт с Yamaha, сумма которого по сообщениям превышала 12 млн долларов США, цена, которую другие команды, даже Honda, не хотели платить.
Переход Росси в Yamaha стал своего рода крещением огнём. Его ярые критики заявляли, что на более слабой машине (Yamaha YZR-M1), Росси не сможет продолжать выигрывать титулы, как он это делал в предыдущие годы, особенно учитывая развитие Honda RC211V и таких гонщиков как Макс Бьяджи или Сете Жибернау на Honda. RC211V был лучшим мотоциклом практически во всех компонентах, даже несмотря на то, что разрыв был уменьшен потерей Росси и Джереми Берджеса (гоночного инженера Росси в Honda, которого Валентино тоже уговорил на переход). Сезон 2004 года дал Росси возможность показать всем и особенно его критикам из какого материала он сделан, доказать всем, что чемпионские титулы Росси были выиграны его талантом гонщика, а не мотоциклом.
Так как традиционно первая гонка сезона на трассе Судзука была исключена из списка по соображениям безопасности, сезон 2004 года стартовал на трассе Велкома в Южной Африке. Росси появился в цветах своей новой команды и некоторым его критики, раньше утверждавшие, что Yamaha по-прежнему будет на вторых ролях позади Honda, приумолкли. Росси выиграл 9 гонок сезона, яростно сражался с Сете Жибернау до тех пор пока Валентино не оставил никаких надежд Сете в предпоследней гонке сезона на трассе Филип Айленда. Жибернау и Росси стали непримиримыми соперниками именно в течение этого сезона. В то время как на протяжении прошлых лет они хоть и соперничали на трассе, но вне её поддерживали вполне дружеские отношения, несколько стычек в 2004 году развели их по разные стороны баррикад. Росси продолжал «сыпать соль на раны» Жибернау и Honda, выиграв последнюю гонку сезона в Валенсии. Это был болезненный удар и для Жибернау, который был так близко к чемпионскому титулу и для Honda, начинающей осознавать кому они дали уйти. Валентино Росси завершил чемпионат с 304 очками, у Жибернау было 257, Макс Бьяджи стал 3-м с 217 очками.

### Yamaha
В сезоне мотогонок MotoGP 2005 года Росси добился своего 7-го титула чемпиона мира и 5-го подряд в классе MotoGP. Он завершил сезон с 367 очками, с превосходством в 147 очков над вторым местом Марко Меландри (220 очков), Ники Хэйден стал 3-м (206 очков).
В начале чемпионата мира по шоссейно-кольцевым мотогонкам MotoGP 2006 года Росси опять считался фаворитом среди претендентов на победу, но в первой половину сезона его преследовали проблемы. Росси финишировал на 14 месте в Мото Гран-при Испании, когда Валентино пришлось догонять весь пелетон после того, как Тони Элиас столкнулся с ним на первом повороте стартового круга. В Мото Гран-при Китая и Мото Гран-при Франции Росси не смог финишировать из-за проблем с шинами и электроникой соответственно. Ники Хэйден набирал очки практически во всех гонках сезона, но Росси тоже медленно, но верно поднимался по очковой таблице. Наконец после Мото Гран-при Японии Росси занял второе после Хэйдена место в турнирной таблице. В Мото Гран-при Португалии, предпоследней гонке чемпионата Хэйден был снесён с трассы его напарником по команде Дани Педросой и не смог закончить гонку. Это давало возможность Росси побороться за чемпионство, набрав определённое количество очков в последней гонке сезона. Но Валентино потерпел аварию в этой гонке — Мото Гран-при Валенсии, и Хэйден стал победителем чемпионата в 2006 году. Росси остался вторым.
Валентино Росси в сезоне чемпионата мира по шоссейно-кольцевым мотогонкам MotoGP 2007 года оседлал новый мотоцикл Yamaha YZR-M1 800 cc. В первой гонке сезона Мото Гран-при Катара он пришёл в финишу вторым после Кейси Стоунера на Ducati Desmosedici. Вторую гонку Валентино выиграл, Дани Педроса был вторым, Колин Эдвардс третьим. Кейси Стоунер победил в третьей и четвёртой гонках (Мото Гран-при Турции и Мото Гран-при Китая) на своей чрезвычайно быстрой Ducati, которая дала большое преимущество в скорости по сравнению с другими мотоциклами. Другой причиной постоянного преимущества Стоунера над Росси в течение 2007 года было превосходство Bridgestone (поставщик шин для Стоунера) над Michelin (поставщик шин для Росси).
Низкое 10-е место Росси в Турции было вызвано шиной с дефектом, когда итальянец был на подъёме после 2-го места в Китае, плохая рекомендация по шинами от Michelin привела только к 6-му месту в мокром Мото Гран-при Франции. Гонщики Bridgestone заняли весь подиум в родном для французских производителей шин гран-при, и Росси пришёл на пресс-конференцию заявить, что Michelin должен срочно исправлять различные недостатки. И действительно, казалось, что французы обратили внимание на слова Валентино, когда Росси победил в своём домашнем Мото Гран-при Италии, вторым стал Дани Педроса, тоже гонщик мишленовского пула. Лидер чемпионата Кейси Стоунер был лишен оставшегося места на подиуме Алексом Баррошем на незаводской Ducati с шинами Bridgestone.
Продвижение Росси к победе в чемпионате немного замедлилось в Каталонии и Доннингтон Парке, где он финишировал 2-м и 4-м соответственно, а Стоунер победил, однако гонку в Ассене итальянец выиграл, стартовав с 11-го места на стартовой решётке из-за плохой мокрой квалификации, поборовшись с Кейси Стоунером и в конечном итоге победив того под клетчатым флагом. Ко второй половине сезоне Росси был ближайшим преследователем Стоунера, отставая на 21 очко. В июне, прозванном «месяцем Росси», с гонками в Муджелло, Каталонии, Доннингтон Парке и Ассене, и Валентино Росси, и Кейси Стоунер набрали по 83 очка, и это было сделано в условиях благоприятных для итальянской команды и в некоторых случаях Росси должен был стартовать с 4 ряда.
Заксенринг же увидел крайне неудачное выступление итальянца. После квалификации четвёртым, в то время как Стоунер выиграл поул, Росси вынужден был полагаться на гоночный день. Пришло воскресенье, Росси вышел с температурой 38,9 и провалился на 8-е место к концу первого круга. Затем проходя Рэнди де Пунье Росси потерял управление мотоциклом и вылетел в гравий. К счастью проблемы с шинами не позволили Стоунеру подняться выше пятого места, таким образом австралиец увеличил свой отрыв от Валентино всего на 11 очков — до 32. Гонку в Лагуна Сека Росси закончил четвёртым позади Стоунера, Вермюлена и Меландри соответственно.
Летний перерыв в чемпионате закончился и стартовала гонка в Брно. Квалифицировавшись шестым на воскресную гонку, после борьбы в свободной практике, в гонке Росси достаточно быстро износил заднюю покрышку Michelin в погоне за Капиросси, занимавшим пятое место. В конечном счёте шинный выбор сделал своё дело, и Росси финишировал на 7 месте с 22-секундным отставанием от победителя Кейси Стоунера. После этого между ними в чемпионате было 60 очков разницы при оставшихся в розыгрыше 150.
В Мизано Росси стартовал со второго места на решётке, но позади Стоунера. Проблема с мотором не позволила Валентино закончить гонку, что увеличило разницу в очках между ним и Стоунером (выигравшем гонку) до 85 очков.
Старт с 3-го места в Эшториле закончился бескомпромиссной борьбой с Дани Педросой, в которой, как и в самой гонке, победил Валентино Росси, отыграв таким образом в чемпионате 9 очков у Стоунера, который финишировал третьим.
Мокрая гонка в Мотеги внесла путаницу в ряды гонщиков, так как трек очень быстро подсыхал и мог вызвать проблемы со шинными сликами. Росси сначала пробился на первое место и показал несколько впечатляющих кругов, но поздняя смена мотоцикла отбросила его на второе место позади Капиросси, а непрогретые промежуточные покрышки вынесли за пределы трека в конце обратной прямой, и Валентино пришлось съездить на ещё один пит-стоп. Вернулся он на 13-е место и ничего уже не мог поделать, наблюдая как Стоунер мчится к своему чемпионскому титулу.
В сезоне 2007 года Росси в конечном итоге занял третье место, уступив всего одно очко в общем зачете Дани Педросе, так как на последнем Гран-при сезона 2007 года, в Валенсии, Росси упал в квалификационных заездах и сломал правую руку в трёх местах, что не позволило ему хорошо квалифицироваться, а в гонке он и вовсе сошёл из-за травмы.

#### 2008 год
В Сезоне 2008 в борьбу в этом классе включились сразу 4 новичка (Джеймс Тоузленд, Хорхе Лоренсо, Андреа Довициозо, Алекс де Анджелис). Валентино Росси перед сезоном сделал очень важный и ответственный шаг, поменяв шинного производителя (Michelin на Bridgestone), что сначала казалось ошибкой, но ближе к середине сезона прояснилось, что он сделал свой выбор не зря. Так же с 2008 года Росси сам стал своим менеджером.
Первая ночная гонка — Гран-при Катара прошла для Росси не очень удачно, он финишировал пятым, стартовав с 7 позиции. Тогда же выиграл Стоунер, вторым был Лоренсо, третьим стал Педроса. Гран-при Испании (Херес) прошёл с преимуществом Дани Педроса, а Росси тогда был вторым, стартовав с 5 позиции, третьим был амбициозный Лоренсо. Гран-при Португалии, где Валентино поднимался на подиум в каждой гонке с 2000 года, прошёл с доминированием Хорхе Лоренсо, который умудрился за свои первые три гонки в MotoGP выиграть три поула и с третьей попытки покорить вершину пьедестала в гонке, Педроса стал вторым, Росси был лишь третьим, стартовав с 3-й позиции.
Гран-при Китая стало переломным моментом в чемпионате для Валентино Росси. В блестящем стиле он обыгрывает Педросу в дуэли за победу и открывает свой счёт победам в этом сезоне. Росси стартовал со 2-й позиции. Также на подиуме отметился Кейси Стоунер, который пришёл к финишу третьим. Не оставил шансов своим соперникам Росси и на Гран-при Франции, стартовав с 4-го места, он выигрывает заезд, вторым и третьим были Хорхе Лоренсо и Колин Эдвардс соответственно. Эта победа стала для него 90-й во всех классах. Этим он сравнялся с великим Анхелем Ньето. На Гран-при Италии Росси не оставил шансов никому ни в квалификации, ни в гонке. Вторым приехал Стоунер, третьим Педроса. Это была 7-я подряд победа Росси на треке в Муджелло с 2002 года.
Гран-при Каталонии прошло при преимуществе Дани Педросы, Росси же в красивой борьбе с Кейси Стоунером выиграл второе место, стартовав с 9 позиции. Гран-при Великобритании Валентино был вторым как в квалификации, так и в гонке, позади Стоунера, но перед Педросой. Гран-при Голландии сложилось неудачно для Валентино, стартуя с третьей позиции, он падает в третьем повороте, но все же доезжает гонку на 11 месте. На подиуме Стоунер, Педроса, Эдвардс. Гран-при Германии было дождевым, что не помешало Валентино Росси приехать вторым в гонке, стартовав при этом с 7 места. Победа у Стоунера, третий — Крис Вермюлен. Гран-при США (Лагуна Сека) выдалось очень зрелищным благодаря борьбе Росси и Стоунера за победу. Росси выиграл эту дуэль, стартовав со 2 места; Кейси же, совершив серьёзную ошибку в середине гонки, потерял шансы побороться за первое место, но сохранил за собой второе. Третьим был Крис Вермюлен.
После каникул на Гран-при Чехии Стоунер, упав на 7-м круге, отдает победу Росси, отрыв которого от второго места Стоунера в чемпионате вырос до 50 очков. Доктор стартовал со 2 позиции. Сенсационно на подиум попали Тони Элиас и Лорис Капиросси. Гран-при Сан Марино выиграл Росси, стартуя со 2-й позиции. Несколько кругов Кейси Стоунер шёл первым в гонке, но не выдержал психологического давления со стороны Росси и упал. Вторая позиция у воспрявшего духом Хорхе Лоренсо, а третье у Тони Элиаса. Гран-при Индианаполиса выиграл Валентино, стартуя с поула, в невероятно тяжелых условиях, сопровождающимися штормом и сильным дождем. Гонка была остановлена за 7 кругов до финиша, на тот момент Росси был первым с разрывом в 5 секунд от второго идущего Ники Хэйдена, третьим был Хорхе Лоренсо. Гран-при Японии выиграл Валентино Росси, обеспечив себе шестой титул в премьер-классе и восьмой во всех классах. После гонки Росси остановил мотоцикл, надел майку с текстом — «Извините за опоздание», подошёл к столу и расписался в журнале о том, что получил 8-й титул, это было так называемое «Spettacolo», которые Доктор часто демонстрирует публике. Росси стартовал с 4 позиции, вторым пришёл Кейси Стоунер, третьим — Дани Педроса.

#### 2013 год
Первую гонку сезона 2013 года в Катаре Валентино, стартовавший с седьмой позиции, закончил на втором месте, уступив напарнику по Yamaha Хорхе Лоренсо. На последних кругах Валентино сумел обогнать двух принципиальных соперников из команды «Honda» Дани Педросу и новичка класса Moto GP испанца Марка Маркеса. Вторая гонка сезона 2013 года проходила на новом треке в Остине (США). Валетино стартовал с 8-й позиции, а закончил гонку на 6-й позиции. Третья гонка сезона 2013 года проходила на треке Херес (Испания). Валентино финишировал на четвёртой позиции. Гонка во Французском Ле-Мане не удалась как для Росси так и для его напарника по команде Хорхе Лоренсо. Росси финишировал только 12-м. В Италии Росси не повезло ещё больше, уже в первом повороте он упал после касания с испанским пилотом Альваро Баутистой. Оба сошли с трассы.
В Испании на трассе Каталония Росси финишировал на четвёртой позиции. Гонку в Нидерландах на треке Ассен Росси выиграл, это была первая победа после 32-ти месяцев без побед. На восьмом этапе в Германии Росси финишировал на 3 месте. На трассе Лагуна Сека в США Росси вновь закончил гонку на 3 месте. В конце гонки за 3 позицию боролся с Альваро Баутистой. Гонку выиграл Марк Маркес, второй Штефан Брадль.
На этапе в Индианаполисе(США) Росси в великолепном стиле заканчивает гонку на 4 месте. После первых кругов он довольно сильно отстал от первой группы, в которую входили Лоренсо, Педроса и Маркес, и от второй в которой находились Брадль, Кратчлоу и Баутиста. За несколько кругов до финиша Росси сократил отставание от Брадля и обошёл его, заняв 6 место. За 3 круга до конца он догнал Кратчлоу и Баутисту, сначала обойдя Баутисту, а в последнем повороте последнего круга обошёл Кратчлоу. Гонку выиграл Маркес, второй Педроса, третий — Лоренсо. В Чехии (Брно) Росси вновь четвёртый. Подиум тот же, что и в Индианаполисе. Гонка в Великобритании проводилась на Сильверстоуне, а не на Донингтоне. Росси снова четвёртый, отвоевав это место у Баутисты. Первый — Лоренцо, второй — Маркес, третий — Педроса.
Четвёртый подряд этап Росси заканчивает на 4 месте. Лоренцо со старта задал высокий темп, с которым ничего не мог сделать даже Маркес. Лоренцо первый, Маркес второй, Педроса третий. В Арагоне Росси поднимается на 3 место. На последних кругах он вырвал подиум из байка Баутисты, который в свою очередь, оборонялся от Брадля. Лоренцо, имевший все шансы выиграть гонку, проиграл Маркесу и финишировал вторым. Гонку в Сепанге Росси закончил на четвёртом месте. В первые круги он лидировал, но Маркес отобрал лидерство. Обошли Росси и Педроса с Лоренцо, которые боролись за победу, но выиграл всё же Педроса.
В Австралии Росси стал третьим, гонку выиграл Лоренцо, вторым стал Педроса, а Маркес не доехал. При выезде из пит-лейна, Маркес создал опасную ситуацию с Лоренцо, который входил в первый поворот на полной скорости, и был дисквалифицирован за поздний пит-стоп. В Японии Росси проехал неудачно, закончив гонку на 6 месте. На первых кругах Росси допустил две ошибки на двух кругах в одном повороте. В первом случае он опустился на 4 место, а во втором — на 10. Но сумел отыграть 4 позиции, обойдя Брадля, Кратчлоу, Хэйдена и Довициозо.

## Соперники
В начале карьеры Валентино Макс Бьяджи считался злейшим врагом Росси. Некоторое время на веб-сайте Росси даже не было имени Макса, на его месте сверкала надпись «XXX XXXXXX». Несмотря на то, что они даже не гонялись вместе до 2000 года, вражда между двумя гонщиками началась уже с середины 90-х. Росси всегда считал себя лучшим гонщиком, чем Бьяджи, а римлянин всегда считал себя гораздо более достойным звания наследного принца. Соперничество стало затихать в последние годы, когда Вале начал подряд выигрывать чемпионаты, а у Бьяджи возникли проблемы со спонсорами и уровнем показываемых результатов. Казалось, Макс вернулся к своим высоким показателям с Хондой в 2005 году, но в 2006 он покинул эту команду и в течение года не участвовал в гонках MotoGP.
В автобиографии «What If I Had Never Tried It» Росси объяснил некоторые причины их соперничества с Бьяджи, а также рассказал о ситуациях, которые привели к усилению вражды.
Валентино в основном упрекал СМИ и их желание рассказывать как можно больше о соперничестве между гонщиками. Многие цитаты, которые приводились в СМИ, были намеренно искажены, чтобы заявления казались гораздо более серьёзными и оскорбительными, чем подразумевалось авторами высказываний. Росси также добавил, что был просто слишком искренен. Он был не совсем согласен с заявлениями Макса, когда тот в своих неудачах обвинял мотоцикл, шины, мотор; Валентино считал, что Бьяджи должен сам принять ответственность за собственные неудачи. Они просто имели очень разные взгляды на мотогонки, общение с журналистами и на жизнь в целом.
На Гран-при Японии в 2001 году Росси утверждал, что Бьяджи, чтобы избежать обгона, толкнул его локтем на прямой на скорости 220 км/ч. Из-за этого Росси потерял много времени и опустился на несколько позиций, но смог компенсировать своё отставание, всё-таки обогнать Бьяджи и выиграть гонку. Когда он обгонял Макса, Вале показал Бьяджи средний палец. Пресса же, по утверждению Росси, как всегда приняла сторону Бьяджи и оправдала поступок Макса необходимостью, ведь обгон Росси был опасен, и Бьяджи был вынужден сделать что-то, чтобы предотвратить аварию. Росси же ругали за «вульгарный жест» и он чувствовал, что это абсолютно нечестно.
Ко времени прохождения Гран-при Барселоны в 2001 году, вражда из-за Судзуки ещё более усилилась и была так раздута прессой, что уже не поддавалась контролю. После гонки (в которой Росси выиграл) гонщики подрались до выхода на подиум. Напряжение между двумя соперниками было очевидно на пресс-конференции, даже несмотря на то, что пресса пока не знала, что же произошло. Официальные лица Dorna сразу же после пресс-конфренеции приказали гонщикам не распространяться о произошедшем. Ни один из гонщиков не был наказан за этот инцидент. Росси утверждал, что он держал своё слово и ничего не обсуждал с журналистами, а Бьяджи вероятно все им рассказал.
На следующем Гран-при в Ассене Хонда организовала пресс-конференцию, чтобы оставить произошедшее в Барселоне позади. Росси и Бьяджи пожали руки на глазах журналистов и это фактически положило конец ссоре. После этого, несмотря на то, что у них были схватки на трассе, и пресса уделяла им пристальное внимание, новые инциденты за пределами трассы замечены не были. В 2007 году Бьяджи ушёл в Чемпионат мира по Супербайку, показав, что вражда ушла в прошлое.
Основным соперником Росси в сезонах 2003/2004/2005 годов был Сете Жибернау. Сначала они вели себя достаточно дружелюбно внутри и вне паддоков. Жибернау даже иногда отдыхал вместе с Росси на вилле итальянца на Ибице, но в 2004 году отношения начали ухудшаться и кульминацией было происшествие на Гран-при Катара того же года. Команду Росси, а также команду Жибернау обвинили в «чистке» позиции на стартовой решётке и оба гонщика из-за пенальти были вынуждены стартовать последними. Определённые команды (Gresini Honda Жибернау и официальная Repsol Honda) призвали наложить санкции на Росси. Валентино и его механик Джереми Берджес настаивали, что они не делали ничего сверх того, что раньше делали многие гонщики, когда сталкивались с проблемой грязного трека. Росси же считал, что за требованиями применить санкции стоял Жибернау, что испанец категорически отрицал.
С тех пор гонщики не разговаривали, а Росси использовал этот инцидент, чтобы оказывать психологическое давление на Жибернау. Говорят, после Гран-при в Катаре, где Сете выиграл, а Росси упал после того как уже вышел на 6-ю позицию, Валентино поклялся, что сделает все, чтобы Жибернау больше никогда не стоял на высшей ступеньке пьедестала. Это решение частично может объяснить его жесткость в последнем повороте первой гонки MotoGP 2005 года в Хересе, в результате чего Росси выиграл, а Сете, претендовавший на первое место, вылетел в гравий и финишировал в результате вторым.
Гонщик Movistar Honda был откровенно недоволен, демонстрируя унылость на послегоночных празднованиях, а также был очень немногословен на пресс-конференции после гонки. Валентино предложил Сете рукопожатие, которое тот принял. Росси сказал на послегоночной пресс-конференции, что он понимает, что Сете зол, но в конце концов «это гонки». Жибернау же выглядел недовольным, но дипломатично сказал, что просто хочет двигаться дальше и не хочет раздувать ссору.
Для сравнения, очень схожий эпизод произошёл на Мото Гран-при Катара в 2004 году, когда Росси столкнулся с Алексом Баррушем, пытаясь обогнать его, после того столкновения Валентино незамедлительно поднял руку в жесте извинения.
Жибернау покинул MotoGP после неудачного, сопровождавшегося травмами сезона 2006 года на Ducati и он никогда больше не выигрывал гонок после Гран-при Катара, что объяснялось некоторыми итальянскими и испанскими СМИ «проклятием Катара».
В 2007 году Кейси Стоунер проявил себя как настоящий конкурент для Росси. Вместе с очень быстрым мотоциклом Ducati молодой австралиец выиграл первую гонку сезона, затем последовало ещё много побед, в результате принесшие ему и звание чемпиона MotoGP в 2007 году. Также хорошо проявил себя Дани Педроса, выигравший в том году серебро чемпионата.
В 2010 году Росси противостоял его партнёр по команде Хорхе Лоренсо.

## Прозвища и номер
У Валентино Росси было множество прозвищ за его гоночную карьеру. Его первым заметным прозвищем было «Россифуми», которое являлось данью уважения другому мотогонщику — Норифуми Абэ.
Следующее прозвище возникло во время его гонок в классе 250cc. «Валентиник» было отсылкой к итальянскому супергерою комиксов по имени Папериник.
В классах 500cc и MotoGP за Валентино закрепилось прозвище «Доктор», которое приписывалось ему за самообладание и хладнокровный стиль вождения в гонках, так разительно отличавшийся от той опасной и непредсказуемой манеры езды, которая была ему присуща в младших классах. Существует 2 версии, почему Росси был назван «Доктором». Первая говорит, что Валентино начал использовать это прозвище после получения степени, которая даёт право на приставку «доктор». Вторую озвучил отец Валентино — Грациано Росси: «Доктор — потому что… я не думаю, что была какая-то точная причина.. но это красиво и это важно — Доктор. В Италии когда вы обращаетесь к кому-то „доктор“, то вы выказываете ему уважение… Это очень важно, да, „Доктор“ — это важно…». А сам Валентино обычно шутит, что фамилия «Росси» очень часто встречается среди врачей в Италии. Сейчас Росси редко попадает в аварии и ему принадлежит рекорд по количеству непрерывных подиумов. Начиная с 8 сентября 2002 года по 18 апреля 2004 года он оказывался на подиуме 23 гонки подряд, включая сезон 2003 года полностью.
Валентино Росси всю свою карьеру мотогонщика выступал под номером 46. Он объясняет свой выбор тем, что этот же номер был у японского гонщика Норифуми Абэ, выступающего по wildcart, которого Валентино увидел по телевизору во время мокрой гонки, когда Абэ обогнал многих постоянных гонщиков других команд. Позднее Росси выяснил, что тот же самый номер был у его отца, когда тот одержал свою первую из трёх побед в гонках чемпионата. Обычно победитель чемпионата (а также гонщики занявшие второе и третье места) награждается номером 1 (соответственно 2 и 3) на следующий сезон. Однако Росси не расставался со своим неизменным 46-м номером на протяжении всей карьеры. Текст на его шлеме соответствует названию группы его друзей: «The Tribe of the Chihuahua». Также в дизайне его гоночного костюма традиционно присутствует его любимый цвет (ярко-жёлтый), а до сезона 2007 года Росси на плече своего комбинезона носил зарезервированный для чемпиона номер 1.
Бывший напарник Росси Колин Эдвардс обращался к нему «GOAT» («Greatest Of All Time») — «величайший всех времён», что в прямом переводе с английского однако означает «козёл».

## Экипировка, символы и суеверия

### Шлемы
В течение карьеры Валентино Росси использовал шлемы с разным дизайном, в основном используя мотив Солнца и Луны, подчёркивающий две стороны его натуры.

### Суеверия
Росси очень суеверный человек и его предгоночный ритуал хорошо известен. Перед тем как сесть на мотоцикл (будь то гонка, квалификация или практика) он останавливается на расстоянии около 2 м от мотоцикла и сгибается, касаясь своих ботинок. Затем, дойдя до мотоцикла, Валентино приседает и склоняет голову. Неизвестно, то ли он молится про себя, то ли настраивает себя на гонку, то ли проявляет уважение к соперникам, семье или друзьям. Росси признаётся, что он всегда надевает гоночные ботинки и перчатки в определённом порядке и всегда садится на мотоцикл одним и тем же способом. Он проводит некоторое время с мотоциклом ночью перед гонкой, проверяя расположение всех наклеек на нём.

## Личная жизнь
В 2007 году итальянские власти обвинили Валентино Росси в уклонении от уплаты налогов. Росси уже подвергался подобным обвинениям по поводу налогов за 2002 год, однако тогда доказать ничего не удалось. Теперь же власти обвинили в сокрытии дохода в размере 112 млн евро (160 млн долларов) между 2000 и 2004 годами. Официальные лица заявили, что причиной выбора Росси в качестве своей резиденции Лондона являлись более выгодные условия налогообложения, такие как декларирование доходов, полученных только в Великобритании, и возможность не платить налоги со своих рекламных и спонсорских контрактов, утверждая при этом что Росси «называет официальным местожительством Лондон, но не живёт там постоянно». Так, например, в 2002 году Росси декларировал в Италии доход в 500 евро, его спонсорские контракты были заключены с иностранными компаниями, но при этом его дела в основном управлялись из Италии. В феврале 2008 года Росси заявил, что он достиг договорённости с итальянскими налоговыми службами: он выплатит 35 млн евро, и дело против него будет закрыто.
Пытается держать свою личную жизнь подальше от чужих глаз. Единственный широко известный факт — это то, что он является болельщиком итальянского футбольного клуба «Интернационале»
Запустил проект, заручившись поддержкой Итальянской Мотоциклетной Федерации (FMI) и телеканала SKY, который в эксклюзиве будет транслировать гонки MotoGP на территории Италии с 2014 года. Цель проекта — поиск и воспитание молодых талантов «итальянской школы» Больших Призов. Название команды «Team SKY/VR46».
Итак, в 2014 году команда Валентино Росси выведет на стартовую решетку два KTM Moto3, один из которых поведет итальянский вундеркинд, ставленник Итальянской мотоциклетной федерации (FMI) Романо Фенати. Имя второго пилота ещё не названо. Возможно, что им может стать младший брат Валентино Росси — Лука Марини.

## Карьера
- В 1995 Росси выступал в европейском первенстве как официальный гонщик Aprilia, закончил сезон на третьем месте. В том же самом году он сохранил свою корону итальянского первенства 125cc.
- 1996: дебют в чемпионате мира 125cc на Малайзийском ГП на Aprilia в команде Scuderia AGV. В чемпионате занял 9 место с 111 очками, одержал одну победу в Чехии.
- 1997: стал вторым самым молодым чемпионом мира в классе 125cc, на Aprilia в команде Nastro Azzurro. Одержал 11 побед.
- 1998: перешёл в класс 250cc, выступал на Aprilia за команду Nastro Azzurro. Занял 2-е место с 201 очками. Одержал 5 побед: Нидерланды, Имола, Каталунья, Австралия и Аргентина.
- 1999: стал самым молодым чемпионом мира в классе 250cc, в команде Aprilia Grand Prix Racing. Одержал 9 побед: Испания, Италия, Каталония, Великобритания, Германия, Чехия, Австралия, Южная Африка и Бразилия.
- 2000: перешёл в премьер-класс 500cc, выступал на Honda за команду Nastro Azzurro. Занял в чемпионате 2-е место с 209 очками. Две победы: Великобритания и Бразилия.
- 2001: выиграл чемпионат мира в классе 500cc, одержал 9 побед: Япония, Южная Африка, Испания, Каталония, Великобритания, Чехия, Португалия, Мотеги и Австралия.
- 2002: стал двукратным чемпионом мира на Honda в команде Repsol Honda Team. Одиннадцать побед: Япония, Испания, Франция, Италия, Каталония, Нидерланды, Великобритания, Германия, Португалия, Бразилия, Австралия.
- 2003: выиграл свой третий чемпионский титул в классе MotoGP за команду Repsol Honda. Девять побед: Япония, Испания, Италия, Чешская Республика, Португалия, Бразилия, Малайзия, Австралия, Валенсия.
- 2004: завоевал 4-й чемпионский титул в MotoGP. Выступал за команду Gauloises Fortuna Yamaha. Девять побед: Южная Африка, Италия, Каталония, Нидерланды, Великобритания, Португалия, Малайзия, Австралия, Валенсия.
- 2005: выиграл 5-й чемпионский титул в MotoGP и 7-й титул во всех классах. Выступал за команду Gauloises Yamaha Team. Одиннадцать побед: Испания, Китай, Франция, Италия, Каталония, Нидерланды, Великобритания, Германия, Чехия, Катар, Австралия.
- 2006: из-за технических проблем Росси смог закончить чемпионат лишь на 2-м месте. Выступил за команду Camel Yamaha Team. Пять побед: Катар, Италия, Каталония, Германия, Малайзия.
- 2007: занял третье место в чемпионате с 241 очками. Четыре победы: Испания, Италия, Нидерланды, Португалия.
- 2008: занял первое место в чемпионате с 373 очками, одержав 9 побед (Китай, Франция, Италия, США, Чехия, Сан-Марино, Индианаполис, Япония, Малайзия) и добившись рекорда по набранным очкам за всю карьеру.
- 2009: занял первое место с 306 очками, выиграв досрочно в Малайзии. Шесть побед: Херес, Каталония, Ассен, Германия, Чехия, Мизано.
- 2010: Получил тяжёлую травму (перелом малой и большой берцовой кости), пропустил 4 этапа, но всё же занял третью строчку в итоге с 233 очками. Две победы: Катар, Малайзия.
- 2011: Перешёл в команду Дукати.
- 2013: Перешёл в команду Yamaha Factory Racing.
- 2021: Перешёл в команду Petronas Yamaha SRT и объявил о завершении карьеры по окончании сезона.
- 2022: Объявил, что продолжит карьеру в автогонках[6]. В 2024 - 2025 гг. выступает в Чемпионате мира по автогонкам на выносливость (англ. FIA World Endurance Championship, FIA WEC) в классе LMGT3 за командуTeam WRT  на автомобиле BMW M4 GT3.

## Достижения и рекорды
На Гран-при Франции в Ле Мане 19 мая 2008 года Валентино Росси сравнялся по количеству побед с Анхелем Ньето —- теперь у каждого было по 90 финишей на первом месте. Этот результат является вторым по количеству побед во всех классах, первенство же у Джакомо Агостини с 122 победами. Ньето был среди приветствующих Росси, одетый в специальный костюм, на котором было написано поздравление Валентино. Анхель даже проехал круг почёта на мотоцикле Росси, везя Валентино как пассажира. А Вале в это время размахивал флагом с надписью «90 + 90». 31 августа 2008 года на Гран-при Сан Марино Валентино Росси достиг рекорда Джакомо Агостини в 68 побед в премьер классе. 14 сентября 2008 в Индианаполисе Валентино Росси побил рекорд Джакомо Агостини по числу побед в премьер-классе. У Росси их стало уже 69, что является безоговорочным рекордом всех времен. 27 июня 2009 года в Dutch TT Валентино Росси округлил число своих побед во всех классах, их стало у него 100.
Достижения в классах 500 cc/MotoGP:
- Росси второй по числу побед в чемпионатах мира с 7 чемпионскими титулами, первый Джакомо Агостини выигравший 8 чемпионатов.
- Росси второй по числу побед в чемпионатах мира подряд, у него их 5 с 2001 по 2005 годы наравне с Миком Дуэном (5 выигранных чемпионатов с 1994 по 1998), первым же является Джакомо Агостини с семью чемпионскими титулами подряд с 1966 по 1972.
- Росси первый по числу побед — 89 на конец сезона 2019; а второе место у Джакомо Агостини — 68 побед.
- Росси первый по числу подиумов — 198 на конец сезона 2019.
- Росси второй по числу поулов (54 поула), больше только у Мика Дуэна (58 поулов).
- Росси первый по числу быстрых кругов (75 быстрых круга), второй Джакомо Агостини (69 быстрых кругов).
- Росси второй по числу побед в одном сезоне (11 побед в 2001, 2002 и 2005 годах) наравне с Джакомо Агостини, больше только у Мика Дуэна (12 побед в 1997 году).
- Росси первый по числу подиумов в одном сезоне, их у него было 16 в 2003 и 2005,2008 годах.
- Росси четвертый по числу поулов в одном сезоне (9 в 2003 году) наравне с Кевином Шванцем, больше только у Мика Дуэна (12 поулов в 1997 году) , Кейси Стоунера (12 поулов в 2011 году), Уэйна Гарднера (10 поулов в 1987 году) и Фредди Спенсера (10 поулов в 1985 году).
- Росси первый по числу быстрых кругов в одном сезоне, их у него было 12 в 2003 году.
- Росси третий по набранным очкам за один сезон, их у него было в 2008 году 373 очка. У Хорхе Лоренсо в 2010 было 383 очка. В 2019 году Марк Маркес набрал 420 очков.

Достижения в классе 250 cc:
- Росси третий по числу побед в одном сезоне (9 побед в 1999 году) наравне с Хорхе Лоренсо, Марко Меландри и Максом Бьяджи, больше только у Дайдзиро Като (11 побед в 2001 году), Антона Манга (10 побед в 1981 году) и Майка Хейлвуда (10 побед в 1966 году).
- Росси второй по числу подиумов в одном сезоне (12 подиумов в 1999) наравне с Хорхе Лоренсо, Марко Меландри, Синъей Накано, Максом Бьяджи, Лукой Кадалорой, Джоном Косински и Сито Понсом, больше только у Дани Педросы, Тэцуи Харадо, Дайдзиро Като и Ральфа Уальдмана (13 подиумов в 2004, 2001, 2001 и 1996 годах соответственно).

Достижения в классе 125 cc:
- Росси первый по числу побед в одном сезоне, их у него было 11 в 1997 году.
- Росси второй по числу подиумов в одном сезоне (13 подиумов в 1997 году), больше только у Альваро Баутисты (14 подиумов в 2006 году).

Достижения во всех классах:
- Росси третий по числу выигранных чемпионатов мира (9 чемпионатов), как у Карло Уббиали и Майка Хейвуда (по 9 чемпионатов), больше только у Анхеля Ньето (13 чемпионатов) и Джакомо Агостини (15 чемпионатов).
- Росси второй по числу выигранных гонок (114 побед), больше только у Джакомо Агостини (122 победы).
- Росси первый по числу подиумов (221 подиум), у Джакомо Агостини (159 подиумов).
- Росси третий по числу поулов (64 поула), первый Марк Маркес (65 поулов).
- Росси второй по числу быстрых кругов (95 быстрых кругов), больше только у Джакомо Агостини (117 быстрых кругов).

Другие достижения:
- Росси второй гонщик, который выигрывал подряд чемпионаты с разными мотопроизводителями (2001—2003 с Honda и 2004—2005 с Yamaha) наравне с Эдди Лоусоном (1988 год с Yamaha и 1989 с Honda).
- Росси единственный гонщик, который выигрывал гонки подряд с разными мотопроизводителями. Он победил в последней гонке 2003 года с Honda в Гран-при Валенсии и в первой гонке 2004 года с Yamaha в Гран-при ЮАР.
- Росси единственный гонщик, который одержал 7 побед подряд в его домашнем Гран-при Италии на автодроме в Муджелло в 2002—2008 годах.
- Росси единственный гонщик, который выигрывал гонки стартуя с 11 позиции или ниже на стартовой решётке (Гран-при Великобритании 2001 года, Гран-при Германии 2006 года и Гран-при Голландии 2007 года).
- Росси единственный гонщик, который набрал за свою карьеру более 5000 очков. Никому до него не удавалось даже набрать более 3000.
- Росси единственный гонщик, который выигрывал титулы во всех существовавших «кубатурах» королевского класса: 500сс, 990сс и 800сс.

## Статистика

### По сезонам
| Сезон | Класс  | Мотоцикл           | Гонки | Победы | Подиумы | Поулы | Быстрые круги | Очки | Место |
| ----- | ------ | ------------------ | ----- | ------ | ------- | ----- | ------------- | ---- | ----- |
| 1996  | 125cc  | Aprilia RS125      | 15    | 2      | 2       | 1     | 2             | 111  | 9-й   |
| 1997  | 125cc  | Aprilia RS125      | 15    | 11     | 13      | 4     | 7             | 321  | 1-й   |
| 1998  | 250cc  | Aprilia RS250      | 14    | 5      | 9       | 0     | 3             | 201  | 2-й   |
| 1999  | 250cc  | Aprilia RS250      | 16    | 9      | 12      | 5     | 8             | 309  | 1-й   |
| 2000  | 500cc  | Honda NSR500       | 16    | 2      | 10      | 0     | 5             | 209  | 2-й   |
| 2001  | 500cc  | Honda NSR500       | 16    | 11     | 13      | 4     | 10            | 325  | 1-й   |
| 2002  | MotoGP | Honda RC211V       | 16    | 11     | 15      | 7     | 9             | 355  | 1-й   |
| 2003  | MotoGP | Honda RC211V       | 16    | 9      | 16      | 9     | 12            | 357  | 1-й   |
| 2004  | MotoGP | Yamaha YZF-M1      | 16    | 9      | 11      | 5     | 3             | 304  | 1-й   |
| 2005  | MotoGP | Yamaha YZF-M1      | 17    | 11     | 16      | 5     | 6             | 367  | 1-й   |
| 2006  | MotoGP | Yamaha YZF-M1      | 17    | 5      | 10      | 5     | 4             | 247  | 2-й   |
| 2007  | MotoGP | Yamaha YZF-M1      | 18    | 4      | 6       | 4     | 3             | 241  | 3-й   |
| 2008  | MotoGP | Yamaha YZF-M1      | 18    | 9      | 16      | 2     | 5             | 373  | 1-й   |
| 2009  | MotoGP | Yamaha YZF-M1      | 17    | 6      | 13      | 7     | 6             | 306  | 1-й   |
| 2010  | MotoGP | Yamaha YZF-M1      | 14    | 2      | 10      | 1     | 2             | 233  | 3-й   |
| 2011  | MotoGP | Ducati Desmosedici | 17    | 0      | 1       | 0     | 1             | 139  | 7-й   |
| 2012  | MotoGP | Ducati Desmosedici | 18    | 0      | 2       | 0     | 0             | 163  | 6-й   |
| 2013  | MotoGP | Yamaha YZF-M1      | 18    | 1      | 6       | 0     | 2             | 247  | 4-й   |
| 2014  | MotoGP | Yamaha YZF-M1      | 18    | 2      | 13      | 1     | 0             | 295  | 2-й   |
| 2015  | MotoGP | Yamaha YZF-M1      | 18    | 4      | 15      | 1     | 4             | 325  | 2-й   |
| 2016  | MotoGP | Yamaha YZF-M1      | 18    | 2      | 10      | 3     | 2             | 249  | 2-й   |
| 2017  | MotoGP | Yamaha YZF-M1      | 17    | 1      | 6       | 0     | 0             | 208  | 5-й   |
| 2018  | MotoGP | Yamaha YZF-M1      | 18    | 0      | 5       | 1     | 0             | 198  | 3-й   |
| 2019  | MotoGP | Yamaha YZF-M1      | 19    | 0      | 2       | 0     | 1             | 174  | 7-й   |
| 2020  | MotoGP | Yamaha YZF-M1      | 12    | 0      | 1       | 0     | 0             | 66   | 15-й  |
| 2021  | MotoGP | Yamaha YZF-M1      | 3     | 0      | 0       | 0     | 0             | 4*   | 19-й* |
| Всего |        |                    | 417   | 115    | 235     | 65    | 96            | 6336 | 9     |

### По классам
| Класс         | Сезоны    | 1-й Гран-При      | 1-й подиум   | 1-я победа          | Гонки | Победы | Подиумы | Поулы | Быстрые круги | Очки | Победы в чемпионате |
| ------------- | --------- | ----------------- | ------------ | ------------------- | ----- | ------ | ------- | ----- | ------------- | ---- | ------------------- |
| 125cc         | 1996-1997 | 1996 Малайзия     | 1996 Австрия | 1996 Чехия          | 30    | 12     | 15      | 5     | 9             | 432  | 1                   |
| 250 cc        | 1998-1999 | 1998 Япония       | 1998 Испания | 1998 Нидерланды     | 30    | 14     | 21      | 5     | 11            | 510  | 1                   |
| 500 cc-MotoGP | 2000-     | 2000 Южная Африка | 2000 Испания | 2000 Великобритания | 287   | 88     | 185     | 54    | 75            | 3601 | 7                   |
| Всего         | 1996—     |                   |              |                     | 417   | 115    | 235     | 65    | 96            | 6336 | 9                   |

### По годам
| Легенда к таблице |                                                 |
| --- | ----------------------------------------------- |
| В таблице перечислены результаты всех Гран-при чемпионата мира, во всех классах, в которых принимал участие гонщик. Строками таблицы являются сезоны, столбцами все гонки Гран-при чемпионата мира, производитель мотоциклов и команда. В клетках указаны сокращённое название Гран-при и результат, клетка дополнительно обозначена цветом. Расшифровка обозначений и цветов представлена в нижеследующей таблице. |                                                 |
| \| Пример \| Описание \| \| ------------ \| ----------------------------------------------- \| \| 1 \| Победитель \| \| 2 \| Второе место \| \| 3 \| Третье место \| \| \| Финишировал в очковой зоне \| \| \| Финишировал вне очковой зоны \| \| НКЛ \| Не классифицирован \| \| Сход \| Не финишировал \| \| НКВ \| Не прошёл квалификацию \| \| НПКВ \| Не прошёл предварительную квалификацию \| \| ДСК \| Дисквалифицирован \| \| ИСК \| Исключён из протокола соревнований \| \| НС \| Не стартовал в гонке \| \| Т \| Травмирован или болен \| \| ОТК \| Отказ от участия \| \| НТР \| Прибыл на соревнования, но на трассу не выезжал \| \| НПР \| Не прибыл к началу соревнований \| \| НД \| Недопущен до старта \| \| О \| Гонка отменена \| \| \| Не участвовал \| \| Поул-позиция \| \| \| Быстрый круг \| \| |                                                 |
| Пример | Описание                                        |
| 1 | Победитель                                      |
| 2 | Второе место                                    |
| 3 | Третье место                                    |
| | Финишировал в очковой зоне                      |
| | Финишировал вне очковой зоны                    |
| НКЛ | Не классифицирован                              |
| Сход | Не финишировал                                  |
| НКВ | Не прошёл квалификацию                          |
| НПКВ | Не прошёл предварительную квалификацию          |
| ДСК | Дисквалифицирован                               |
| ИСК | Исключён из протокола соревнований              |
| НС | Не стартовал в гонке                            |
| Т | Травмирован или болен                           |
| ОТК | Отказ от участия                                |
| НТР | Прибыл на соревнования, но на трассу не выезжал |
| НПР | Не прибыл к началу соревнований                 |
| НД | Недопущен до старта                             |
| О | Гонка отменена                                  |
| | Не участвовал                                   |
| Поул-позиция |                                                 |
| Быстрый круг |                                                 |

| Год  | Класс  | Команда | 1       | 2       | 3       | 4       | 5       | 6       | 7       | 8       | 9       | 10      | 11      | 12      | 13      | 14      | 15      | 16      | 17     | 18      | Место | Очки |
| ---- | ------ | ------- | ------- | ------- | ------- | ------- | ------- | ------- | ------- | ------- | ------- | ------- | ------- | ------- | ------- | ------- | ------- | ------- | ------ | ------- | ----- | ---- |
| 1996 | 125 cc | Aprilia | MAL 6   | INA 11  | JPN 11  | SPA 4   | ITA 4   | FRA Ret | DUT Ret | GER 5   | GBR Ret | AUT 3   | CZE 1   | IMO 5   | CAT Ret | BRA Ret | AUS 14  |         |        |         | 9-й   | 111  |
| 1997 | 125 cc | Aprilia | MAL 1   | JPN Ret | SPA 1   | ITA 1   | AUT 2   | FRA 1   | DUT 1   | RSM 1   | GER 1   | BRA 1   | GBR 1   | CZE 3   | CAT 1   | IND 1   | AUS 6   |         |        |         | 1-й   | 321  |
| 1998 | 250 cc | Aprilia | JPN Ret | MAL Ret | SPA 2   | ITA 2   | FRA 2   | MAD Ret | DUT 1   | GBR Ret | GER 3   | CZE Ret | RSM 1   | CAT 1   | AUS 1   | ARG 1   |         |         |        |         | 2-й   | 201  |
| 1999 | 250 cc | Aprilia | MAL 5   | JPN 7   | SPA 1   | FRA Ret | ITA 1   | CAT 1   | DUT 2   | GBR 1   | GER 1   | CZE 1   | RSM 2   | VAL 8   | AUS 1   | RSA 1   | BRA 1   | ARG 3   |        |         | 1-й   | 309  |
| 2000 | 500 cc | Honda   | RSA Ret | MAL Ret | JPN 11  | SPA 3   | FRA 3   | ITA 12  | CAT 3   | DUT 6   | GBR 1   | GER 2   | CZE 2   | POR 3   | VAL Ret | BRA 1   | PAC 2   | AUS 3   |        |         | 2-й   | 209  |
| 2001 | 500 cc | Honda   | JPN 1   | RSA 1   | SPA 1   | FRA 3   | ITA Ret | CAT 1   | DUT 2   | GBR 1   | GER 7   | CZE 1   | POR 1   | VAL 11  | PAC 1   | AUS 1   | MAL 1   | BRA 1   |        |         | 1-й   | 325  |
| 2002 | MotoGP | Honda   | JPN 1   | RSA 2   | SPA 1   | FRA 1   | ITA 1   | CAT 1   | DUT 1   | GBR 1   | GER 1   | CZE Ret | POR 1   | BRA 1   | PAC 2   | MAL 2   | AUS 1   | VAL 2   |        |         | 1-й   | 355  |
| 2003 | MotoGP | Honda   | JPN 1   | RSA 2   | SPA 1   | FRA 2   | ITA 1   | CAT 2   | DUT 3   | GBR 3   | GER 2   | CZE 1   | POR 1   | BRA 1   | PAC 2   | MAL 1   | AUS 1   | VAL 1   |        |         | 1-й   | 357  |
| 2004 | MotoGP | Yamaha  | RSA 1   | SPA 4   | FRA 4   | ITA 1   | CAT 1   | DUT 1   | BRA Ret | GER 4   | GBR 1   | CZE 2   | POR 1   | JPN 2   | QAT Ret | MAL 1   | AUS 1   | VAL 1   |        |         | 1-й   | 304  |
| 2005 | MotoGP | Yamaha  | SPA 1   | POR 2   | CHN 1   | FRA 1   | ITA 1   | CAT 1   | NED 1   | USA 3   | GBR 1   | GER 1   | CZE 1   | JPN Ret | MAL 2   | QAT 1   | AUS 1   | TUR 2   | VAL 3  |         | 1-й   | 367  |
| 2006 | MotoGP | Yamaha  | SPA 13  | QAT 1   | TUR 4   | CHN Ret | FRA Ret | ITA 1   | CAT 1   | NED 8   | GBR 2   | GER 1   | USA Ret | CZE 2   | MAL 1   | AUS 3   | JPN 2   | POR 2   | VAL 13 |         | 2-й   | 247  |
| 2007 | MotoGP | Yamaha  | QAT 2   | SPA 1   | TUR 10  | CHN 2   | FRA 6   | ITA 1   | CAT 2   | GBR 4   | NED 1   | GER Ret | USA 4   | CZE 7   | RSM Ret | POR 1   | JPN 13  | AUS 3   | MAL 5  | VAL Ret | 3-й   | 241  |
| 2008 | MotoGP | Yamaha  | QAT 5   | SPA 2   | POR 3   | CHN 1   | FRA 1   | ITA 1   | CAT 2   | GBR 2   | NED 11  | GER 2   | USA 1   | CZE 1   | RSM 1   | IND 1   | JPN 1   | AUS 2   | MAL 1  | VAL 3   | 1-й   | 373  |
| 2009 | MotoGP | Yamaha  | QAT 2   | JPN 2   | SPA 1   | FRA 16  | ITA 3   | CAT 1   | NED 1   | USA 2   | GER 1   | GBR 5   | CZE 1   | IND Ret | RSM 1   | POR 4   | AUS 2   | MAL 3   | VAL 2  |         | 1-й   | 306  |
| 2010 | MotoGP | Yamaha  | QAT 1   | SPA 3   | FRA 2   | ITA DNS | GBR     | NED     | CAT     | GER 4   | USA 3   | CZE 5   | IND 4   | SMR 3   | ARA 6   | JPN 3   | MAL 1   | AUS 3   | POR 2  | VAL 3   | 3-й   | 233  |
| 2011 | MotoGP | Ducati  | QAT 7   | SPA 5   | POR 5   | FRA 3   | CAT 5   | GBR 6   | NED 4   | ITA 6   | GER 9   | USA 6   | CZE 6   | IND 10  | SMR 7   | ARA 10  | JPN ret | AUS ret | MAL C  | VAL ret | 7-й   | 139  |
| 2012 | MotoGP | Ducati  | QAT 10  | SPA 9   | POR 7   | FRA 2   | CAT 7   | GBR 9   | NED 13  | GER 6   | ITA 5   | USA ret | IND 10  | CZE 7   | SMR 2   | ARA 8   | JPN 7   | MAL 5   | AUS 7  | VAL 10  | 6-й   | 163  |
| 2013 | MotoGP | Yamaha  | QAT 2   | USA 6   | SPA 4   | FRA 12  | ITA ret | CAT 4   | NED 1   | GER 3   | USA 3   | IND 4   | CZE 4   | GBR 4   | SMR 4   | ARA 3   | MAL 4   | AUS 3   | JPN 6  | VAL 4   | 4-й   | 237  |
| 2014 | MotoGP | Yamaha  | QAT 2   | USA 8   | ARG 4   | SPA 2   | FRA 2   | ITA 3   | CAT 2   | NED 5   | GER 4   | USA 3   | CZE 3   | GBR 3   | SMR 1   | ARA ret | JPN 3   | AUS 1   | MAL 2  | VAL 2   | 2-й   | 295  |
| 2015 | MotoGP | Yamaha  | QAT 1   | USA 3   | ARG 1   | SPA 3   | FRA 2   | ITA 3   | CAT 2   | NED 1   | GER 3   | USA 3   | CZE 3-  | GBR 1   | SMR 5   | ARA 3   | JPN 2   | AUS 4   | MAL 3  | VAL 4   | 2-й   | 325  |
| 2016 | MotoGP | Yamaha  | QAT 4   | ARG 2   | USA ret | SPA 1   | FRA 2   | ITA ret | CAT 1   | NED ret | GER 3   |         |         |         |         |         |         |         |        |         | 2-й   | 103  |
| 2021 | MotoGP | Yamaha  | QAT 12  | DOH 16  | POR ret |         |         |         |         |         |         |         |         |         |         |         |         |         |        |         | 19-й* | 4*   |

## В литературе
В послесловии к роману «Такая история» Алессандро Барикко называет Росси одним из своих учителей.